# Cotana ovata
Cotana ovata är en fjärilsart som beskrevs av George Thomas Bethune-Baker 1908. Cotana ovata ingår i släktet Cotana och familjen Eupterotidae. Inga underarter finns listade i Catalogue of Life.